# Bubblegum Crisis
Bubblegum Crisis (japanska: バブルガムクライシス Baburugamu kuraishisu?) är en OVA-anime som släpptes 1987-91 i Japan. Serien blev en inflytelserik framgång i USA och har fått flera uppföljare.
Ursprungligen skulle serien bli 13 avsnitt lång, men samarbetssvårigheter mellan de två inblandande animationsstudiorna förkortade produktionen till åtta avsnitt, utgivna direkt för videomarknaden under en fyraårsperiod. Avsnitten är dessutom olika långa med allt från 26 till 50 minuters längd.

## Avsnitt
- Tinsel City (Rhapsody) – 1987-02-25 (47 min)
- Born to Kill – 1987-09-05 (28 min)
- Blow Up – 1987-12-05 (26 min)
- Revenge Road – 1988-07-24 (38 min)
- Moonlight Rambler – 1988-12-25 (43 min)
- Red Eyes – 1989-08-30 (50 min)
- Double Vision – 1990-03-14 (49 min)
- Scoop Chase – 1991-01-30 (50 min)

## Bubblegum Crisis och Blade Runner
Bubblegum Crisis innehåller många lån från och referenser till Ridley Scotts Blade Runner. Båda två handlar om kampen mot olagliga androider som är svåra att skilja från vanliga människor. Storföretaget GENOM, som tillverkar androiderna, påminner starkt om Tyrell Corporation i Blade Runner. Tyrells högkvarter är en stor pyramid, medan GENOM håller till i en kon. Två av huvudpersonerna i Bubblegum Crisis, Priss och Leon, delar namn med två av androiderna i Blade Runner. När J-popen tystnar kan man ana likheter med Vangelis soundtrack till Blade Runner.

## Påverkade av Bubblegum Crisis
- Megatokyo - Amerikansk webbserie som både lånat sitt namn och namnet på en av sina huvudpersoner, Largo, från Bubblegum Crisis.
- “AD Police Files” - utspelar sig fem år före Bubblegum Crisis.